# Voulgézac
Voulgézac är en kommun i departementet Charente i regionen Nouvelle-Aquitaine i västra Frankrike. Kommunen ligger  i kantonen Blanzac-Porcheresse som ligger i arrondissementet Angoulême. År 2022 hade Voulgézac 242 invånare.

## Befolkningsutveckling
Antalet invånare i kommunen Voulgézac
Referens:INSEE